# Waniss Taïbi
Waniss Taïbi (Limoges, 7 marzo 2002) è un calciatore francese, centrocampista dell'Hannover 96.

## Carriera

### Club
Nato in Francia da genitori di origini algerine, è cresciuto nel settore giovanile dell'Angers. Ha esordito con i Noirs et Blancs il 7 marzo 2021 disputando l'incontro di Coppa di Francia vinto per 5-0 contro il Club Franciscain. 
Dopo aver collezionato 20 presenze in due stagioni si trasferisce al Rodez dove, in due anni totalizza 70 presenze condite da 6 goal; il 26 giugno 2025 viene annunciato il suo passaggio ai tedeschi dell'Hannover, club con il quale firma un contratto valido fino al 2029.

### Nazionale
Ha giocato nelle nazionali giovanili francesi Under-18 ed Under-20.

## Statistiche

### Presenze e reti nei club
Statistiche aggiornate al 19 marzo 2022.
| Stagione        | Squadra         | Campionato      | Campionato | Campionato | Coppe nazionali | Coppe nazionali | Coppe nazionali | Coppe continentali | Coppe continentali | Coppe continentali | Altre coppe | Altre coppe | Altre coppe | Totale | Totale |
| Stagione        | Squadra         | Comp            | Pres       | Reti       | Comp            | Pres            | Reti            | Comp               | Pres               | Reti               | Comp        | Pres        | Reti        | Pres   | Reti   |
| --------------- | --------------- | --------------- | ---------- | ---------- | --------------- | --------------- | --------------- | ------------------ | ------------------ | ------------------ | ----------- | ----------- | ----------- | ------ | ------ |
| 2019-2020       | Angers 2        | N2              | 12         | 0          |                 | -               | -               |                    | -                  | -                  |             | -           | -           | 12     | 0      |
| 2020-2021       | Angers 2        | N2              | 3          | 0          |                 | -               | -               |                    | -                  | -                  |             | -           | -           | 3      | 0      |
| 2021-2022       | Angers 2        | N2              | 5          | 0          |                 | -               | -               |                    | -                  | -                  |             | -           | -           | 5      | 0      |
| mar.-mag. 2021  | Angers          | L1              | 2          | 0          | CF              | 1               | 0               |                    | -                  | -                  |             | -           | -           | 3      | 0      |
| 2021-2022       | Angers          | L1              | 5          | 0          | CF              | 0               | 0               |                    | -                  | -                  |             | -           | -           | 5      | 0      |
| Totale carriera | Totale carriera | Totale carriera | 27         | 0          |                 | 1               | 0               |                    | -                  | -                  |             | -           | -           | 28     | 0      |